# CapitalG
CapitalG（原名Google Capital）是一所由Alphabet（原Google）创立的私募股权投资机构，总部位于美国加州山景城，于2013年成立。CapitalG的目的是投资那些已有稳定的基础且准备好进行商业扩张的公司。CapitalG将Google的资金、人才和技术提供给被投资的公司以帮助他们成长。
自2013年以来，CapitalG已经投资了超过19家公司，涵盖了金融技术、医疗保险和电子学习等领域。
2015年8月10日，Google宣布进行企业重组，CapitalG成为了重组后的公司——Alphabet Inc.的子公司。

## 团队
CapitalG的主要合伙人是David Lawee（由原Google的第一个销售副总裁、Google的企业发展副总裁）、Laela Sturdy（在Google的销售部门供职6年）、Gretchen Howard、Gene Fratz（在TPG有13年的工作经验）。
此外，CapitalG还雇佣了来自Google各个高级职位的30名顾问，为被投资者提供数据科学、工程、市场营销、产品管理等方面的帮助。

## 投资历史

旧Logo

2013年，CapitalG宣布对SurveyMonkey（以云计算为基础的网络调查服务商）和借贷俱乐部（总部设在旧金山的美国P2P借贷平台）发起投资。
2014年，CapitalG对印度房地产门户网站CommonFloor、美国公司Freshdesk、美国财务管理平台Credit Karma、和中国高科技公司苏州旭创科技有限公司等九家公司发起投资。
2015年4月，CapitalG宣布对美国薪酬计算公司ZenPayroll发起投资。
2015年9月，CapitalG宣布对美国医疗保险公司Oscar Health发起投资。
2020年9月，CapitalG和Munich Re Ventures领投了保险科技公司Next Insurance Inc.的D轮2.5亿美金融资，MS&AD Ventures和FinTLV Ventures跟投。Next Insurance是一家面向企业家和小型企业的在线保险公司。 

## 与Google Ventures的关系
CapitalG主要投资已有稳定的基础且准备好进行商业扩张的公司，而GV主要投资新公司。